# 埃塞奎博
埃塞奎博是荷蘭歷史上在南美洲的一塊殖民地。它位於現今圭亞那的西部，1616年至1792年间，埃塞奎博受荷兰西印度公司管轄。1792年至1815年间，當地由荷兰直接控制。1815年，當地成為成为英国殖民地，1831年，當地併入英属圭亚那。 1838年，當地成为英属圭亚那的一个县。